# Max Mühlhäuser
Max Mühlhäuser (* 13. Juni 1957 in Pforzheim) ist ein deutscher Informatiker und emeritierter Professor an der Technischen Universität Darmstadt.

## Leben
Max Mühlhäuser studierte von 1976 bis 1981 an der Universität Karlsruhe (heute KIT) Informatik. Dort schloss er 1986 bei Professor Gerhard Krüger seine Promotion über Entwicklungsunterstützung für verteile Systeme ab (mit Auszeichnung).
Danach gründete und leitete Mühlhäuser ab 1986 das Campus-based Engineering Center (CEC) Karlsruhe als erste Europäische Forschungsstätte des damals zweitgrößten Computerherstellers Digital Equipment Corporation (DEC).
1989 folgte Mühlhäuser dem Ruf auf eine Professur für Informatik an der Universität Kaiserslautern, bevor er 1992 erneut zur Universität Karlsruhe zurückkehrte und ein Jahr später die Forschungseinrichtung Telecooperation Office (TECO) gründete. Mit TECO setzte Mühlhäuser Maßstäbe auf dem Gebiet der Ubiquitous-Computing-Forschung in Europa.
1995 wechselte Mühlhäuser an die Universität Linz, um dort das Ars Electronica Center (AEC) maßgeblich mit zu gestalten.
Weitere Forschungsaufenthalte und Gastprofessuren führten Mühlhäuser u. a. nach Kanada, Frankreich, die USA und Australien (Université de Montréal; University of California, San Diego; Stanford University; Palo Alto Research Center PARC; FXPAL; Queensland University of Technology).
Im Jahr 2000 wurde Mühlhäuser an die Technische Universität Darmstadt berufen, wo er bis heute das Telecooperation Lab am Fachbereich Informatik leitet. Sein Lehrstuhl forscht an intelligenten und sicheren Ubiquitous-Computing-Umgebungen mit Mensch-zentrierten Ansätzen. Er ist in vier Arbeitsgruppen gegliedert: Human Computer Interaction, Smart Ubiquitous Networks, Intelligent Systems und Smart Protection in Infrastructures and Networks.
2011 wurde er zusätzlich zum Adjunct Professor der Queensland University of Technology ernannt.
Mühlhäuser ist verheiratet und hat drei Töchter.

## Leistungen
Bereits Mitte der achtziger Jahre forschte Mühlhäuser an Problemstellungen verteilter Softwaresysteme wie etwa verteilter objektorientierter Software, vernetzter Hyperlink-Systeme (Vorgänger des WWW) und des kooperativen E-Learning.
Mühlhäusers frühe Forschungsarbeiten zu Hypertext- und Hypermedia-Konzepten fanden über das Unternehmen Digital Equipment, das seinerzeit größter Computerlieferant des CERN war, auch ihren Weg nach Genf, wo wenig später die Grundlagen für HTML und das World Wide Web gelegt wurden.
Mühlhäuser hat das Konzept Campus-naher Forschungs- und Transferzentren der Industrie entwickelt und erstmals implementiert. Sein Wirken umfasste dabei neue organisatorische Ansätze, Formate und Strukturen sowie inhaltliche Beiträge.
Von Mühlhäuser und dessen Team entwickelte Middleware für intelligente Produkte und das Internet der Dinge fand Eingang in die Automobil-, Luftfahrt- und Konsumgüterindustrie sowie in Software-Lösungen für vernetzte computergestützte Notfall- und Katastrophenbewältigung (SAP, Computer Research Institute of Montréal CRIM, Distributed Systems Technology Center der australischen Regierung, EURECOM).
Insbesondere bei Technologietransfer-Zentren von DEC, SAP und der Kanadischen Öffentlichen Hand (CRIM) beriet Mühlhäuser über viele Jahre hinweg sowohl zu strategischen Fragen des Technologietransfers als auch im Hinblick auf Forschungsinhalte. Weitere Beratungen betrafen in frühen Jahren vermehrt Deutsche Firmen wie Daimler-Benz und Siemens, später industrielle Forschungsinstitute im Silicon Valley wie Xerox, FXPAL und SAP.
Im Bereich des Transfers von Spitzenforschung in die Industrie ergänzte Mühlhäuser das Konzept der von der Industrie geleiteten Institute an Universitäten mit demjenigen industriegeförderter Forschungsgruppen in Universitäten. So entstand 1993 das Telecooperation Office TECO an der Universität Karlsruhe mit Unterstützung von SAP. Das mit dem TECO erprobte neue F&T-Konzept wurde viel beachtet und mehrfach nachgeahmt. So wurde etwa das IT Transfer Office (ITO) der Technischen Universität Darmstadt gegründet und vergleichbare Einrichtungen, u. a. in Australien, Kanada und Singapur, folgten im Verlauf der Jahre.
Während seiner Zeit in Linz entwickelte und realisierte Mühlhäuser mit seinem Lehrstuhl ein komplettes Stockwerk des Ars Electronica Center. Die Ausstellungsstücke machten Forschungsresultate insb. zu computergestütztem vernetztem Lernen, interaktivem Musizieren und Gestensteuerung erfahrbar. In der Folge trug Mühlhäuser auch zu den Exponaten des Haus der Musik in Wien bei. Als größter Erfolg erwies sich ein Exponat, das er mit Jan Borchers (damals sein Mitarbeiter, heute Professor an der RWTH Aachen) konzipierte. Dieser „Virtuelle Dirigent“ ist bis heute der Publikumsliebling und wurde von Borchers jüngst in der dritten Neuaufnahme eingespielt. Die Konzeption beinhaltete auch Innovationen der Multimedia-Forschung, die zu Spitzenpublikationen führten.
In den vergangenen fünfzehn Jahren hat Mühlhäuser mit seinem Lehrstuhl zahlreiche Publikationen im Bereich der Mensch-Computer-Interaktion für Ubiquitous Computing veröffentlicht. Die Forschungsarbeiten umfassten dabei das Arbeiten mit elektronisch aufgerüsteten Kugelschreibern, Interaktion mit roll- und faltbaren Displays, neue Ansätze für Erweiterte Realitäten u. a. in Smart Cities sowie 3D-gedruckte interaktive Objekte. Die entstandenen Publikationen wurden mehrfach auf der führenden Fachkonferenz CHI (Human Factors in Computing Systems) ausgezeichnet.
Seit über zehn Jahren forschen Mühlhäuser und sein Team auch intensiv an Fragen der Sicherheit und des Privatheit-Schutzes für Ubiquitous-Computing. Dabei agierte er im Jahr 2008 gegründeten Sicherheits-Forschungszentrum CASED als Direktoriumsmitglied und ist bis heute aktiver Forschungsbereichsleiter im nationalen Zentrum für angewandte Sicherheitsforschung ATHENE. Zum Thema „Privatheit und Vertrauen für mobile Nutzer“ steht er als Sprecher einem Graduiertenkolleg (Doktoranden-Schule) vor.

## Auszeichnungen
- Mitglied der Deutschen Akademie der Technikwissenschaften (seit 2016)
- Ehrendirektor des CEC Karlsruhe
- ACM Distinguished Member for Outstanding Scientific Contributions to Computing (2021)

## Werke (Auswahl)
Mühlhäuser veröffentlichte bis 2021 ca. 800 Fachkonferenz- und Zeitschriftenartikel, Bücher und Buchbeiträge. Dazu gehören u. a.:
- M. Mühlhäuser, C. Meurisch, M. Stein, J. Daubert, J. Von Willich, J. Riemann, and L. Wang: Street Lamps as a Platform, Communications of the ACM (IF: 6,99), vol. 63, no. 6, 75–83, May 2020. doi:10.1145/3376900.
- F. Müller, S. Günther, and M. Mühlhäuser, „Around-Body Interaction: Interacting While on the Go, IEEE Pervasive Computing (IF: 4,42)“, vol. 19, no. 2, pp. 74–78, 2020. doi:10.1109/MPRV.2020.2977850.
- L. Wang, L. Jiao, J. Li, J. Gedeon, and M. Mühlhäuser: MOERA: Mobility-Agnostic Online Resource Allocation for Edge Computing, IEEE Transactions on Mobile Computing (IF: 5,11), vol. 18, no. 8, pp. 1843–1856, 2019. doi:10.1109/TMC.2018.2867520.
- M. Schmitz, J. Steimle, J. Huber, N. Dezfuli, and M. Mühlhäuser: Flexibles: Deformation-Aware 3D-Printed Tangibles for Capacitive Touchscreens, in Proc. of the 2017 CHI Conference on Human Factors in Computing Systems (Core A*), New York, NY, USA: Association for Computing Machinery, 2017, 1001–1014, ISBN 978-1-4503-4655-9.
- E. Vasilomanolakis, S. Karuppayah, M. Mühlhäuser, and M. Fischer: Taxonomy and Survey of Collaborative Intrusion Detection, ACM Computing Surveys (IF: 7,99), vol. 47, no. 4, May 2015. doi:10.1145/2716260.